# Bedfordale
Bedfordale är en ort i Australien. Den ligger i kommunen Armadale och delstaten Western Australia, omkring 31 kilometer sydost om delstatshuvudstaden Perth. Antalet invånare är 1 829.
Runt Bedfordale är det ganska tätbefolkat, med 93 invånare per kvadratkilometer.. Närmaste större samhälle är Armadale, nära Bedfordale. 
I omgivningarna runt Bedfordale växer huvudsakligen savannskog. Genomsnittlig årsnederbörd är 951 millimeter. Den regnigaste månaden är september, med i genomsnitt 168 mm nederbörd, och den torraste är februari, med 12 mm nederbörd.